# Свіноуйсьце
Свіноу́йсьце (також Свиноустя, пол. Świnoujście польська: [ɕfinɔˈujɕt͡ɕɛ] ( прослухати)) до 1945 року Свінемюнде (нім. Swinemünde [ˌsviːnəˈmʏndə]; каш. Swina) — місто в Західнопоморському воєводстві Польщі. Розташоване на берегах островів Узнам, Волін і Карсібур, між якими є вузька протока, що зв'язує Щецинську затоку з Балтійським морем. Свіноуйсьце є морською гаванню Щецина та курортом.
Станом на 31 березня 2014 року місто мало 41 337 жителів.

## Історія
Наприкінці 12 століття на цьому місці вже існувала фортеця. 1290 року герцог Барнім І Померанський заснував поромну переправу через річку Свіна. 1297 року портове місто згадується в письмових джерелах у зв'язку із заснуванням тут герцогської митниці і лоцманської станції. У 17 столітті місто підпадає під владу шведського королівства; у 1720, після програшу Швеції в Північній війні, за Стокгольмською мирною угодою викупається у Швеції Пруссією. З того часу місто належало Пруссії і Німеччині.
У 1930-х рр. у Гданську існувала експозитура ОУН. Її розміщення дозволяло перекидати через Свиноустя людей, гроші, зброю та літературу до Польщі. У 1933 році через Свиноустя у Берлін до Євгена Коновальця їздив Степан Бандера. Цим же шляхом після вбивства Броніслава Перацького пробував утекти Микола Лебідь. Проте був затриманий у Свиноусті в порту на висадці з пароплава польським консулом, якому допомогла німецька поліція. Німці свідомо видали Лебедя Польщі.
Після Другої світової війни з 1945 року за рішеннями Потсдамської угоди місто належить Польщі.

## Заходи
Починаючи з 2009 року у місті щорічно проходить міжнародний Балтик Бізнес Форум.

## Економіка
2015 р. у Свиноусті відкрився регазифікаційний термінал ЗПГ — зрідженого природного газу потужністю 5 мільярдів кубометрів природного газу на рік. Це становить близько третини річних газових потреб Польщі. У грудні 2015 р. у Свиноусті тестові прийоми газу. З 2016 р. — повноцінна робота терміналу.

## Демографія
Демографічна структура станом на 31 березня 2011 року:
|          | Загалом | Допрацездатний вік | Працездатний вік | Постпрацездатний вік |
| -------- | ------- | ------------------ | ---------------- | -------------------- |
| Чоловіки | 20069   | 3228               | 14497            | 2344                 |
| Жінки    | 21411   | 3169               | 12911            | 5331                 |
| Разом    | 41480   | 6397               | 27408            | 7675                 |

## Клімат
| Клімат у Свіноуйсьці    | Клімат у Свіноуйсьці | Клімат у Свіноуйсьці | Клімат у Свіноуйсьці | Клімат у Свіноуйсьці | Клімат у Свіноуйсьці | Клімат у Свіноуйсьці | Клімат у Свіноуйсьці | Клімат у Свіноуйсьці | Клімат у Свіноуйсьці | Клімат у Свіноуйсьці | Клімат у Свіноуйсьці | Клімат у Свіноуйсьці | Клімат у Свіноуйсьці |
| Показник                | Січ.                 | Лют.                 | Бер.                 | Квіт.                | Трав.                | Черв.                | Лип.                 | Серп.                | Вер.                 | Жовт.                | Лист.                | Груд.                | Рік                  |
| Абсолютний максимум, °C | 13,8                 | 17,4                 | 24,2                 | 29,0                 | 32,7                 | 37,8                 | 36,1                 | 37,4                 | 30,4                 | 25,2                 | 18,8                 | 14,5                 | 37,8                 |
| Середній максимум, °C   | 2,9                  | 4,1                  | 7,3                  | 12,2                 | 16,6                 | 20,3                 | 22,6                 | 22,8                 | 18,6                 | 13,0                 | 7,3                  | 3,9                  | 12,6                 |
| Середня температура, °C | 0,8                  | 1,4                  | 3,8                  | 7,9                  | 12,2                 | 15,9                 | 18,2                 | 18,2                 | 14,5                 | 9,7                  | 5,1                  | 1,9                  | 9,1                  |
| Середній мінімум, °C    | −1,3                 | −0,8                 | 0,9                  | 4,4                  | 8,4                  | 12,0                 | 14,4                 | 14,4                 | 11,2                 | 7,0                  | 3,0                  | 0,0                  | 6,1                  |
| Абсолютний мінімум, °C  | −21,6                | −23,6                | −16,8                | −5,2                 | −1,7                 | 2,8                  | 7,0                  | 6,4                  | 2,6                  | −4,9                 | −10,3                | −17,5                | −23,6                |
| Норма опадів, мм        | 43.5                 | 33.5                 | 38.6                 | 30.8                 | 51.8                 | 60.3                 | 72.9                 | 60.4                 | 54.9                 | 48.6                 | 45.2                 | 44.6                 | 585.1                |
| Днів з опадами          | 16,13                | 15,31                | 14,13                | 11,07                | 12,40                | 12,93                | 14,10                | 13,03                | 13,03                | 14,83                | 15,47                | 17,37                | 169,81               |
| Днів зі снігом          | 10,0                 | 9,9                  | 4,1                  | 0,3                  | 0,0                  | 0,0                  | 0,0                  | 0,0                  | 0,0                  | 0,1                  | 1,3                  | 5,2                  | 30,9                 |
| Вологість повітря, %    | 88.2                 | 85.3                 | 81.5                 | 78.0                 | 78.2                 | 77.3                 | 78.7                 | 78.6                 | 81.7                 | 85.4                 | 89.6                 | 89.7                 | 82.7                 |
| ----------------------- | -------------------- | -------------------- | -------------------- | -------------------- | -------------------- | -------------------- | -------------------- | -------------------- | -------------------- | -------------------- | -------------------- | -------------------- | -------------------- |

## Відомі особистості
- Клара Бауер (1836—1876) — німецька письменниця.
- Ельза фон Фрайтаґ-Лорінгховен (уродж. Ельза Хільдегард Плец, нім. Elsa von Freytag-Loringhoven; 1874—1927) — німецька художниця, скульптор і поетеса, учасниця мистецької течії дадаїстів.